# Breil/Brigels
Breil/Brigels é uma comuna da Suíça, no Cantão Grisões, com cerca de 1 311 habitantes. Estende-se por uma área de 50,84 km², de densidade populacional de 26 hab/km². Confina com as seguintes comunas: Linthal (GL), Obersaxen, Schlans, Trun, Waltensburg/Vuorz.
A língua oficial nesta comuna é o Romanche e é conhecida pelas suas pistas de Esquí.

## História

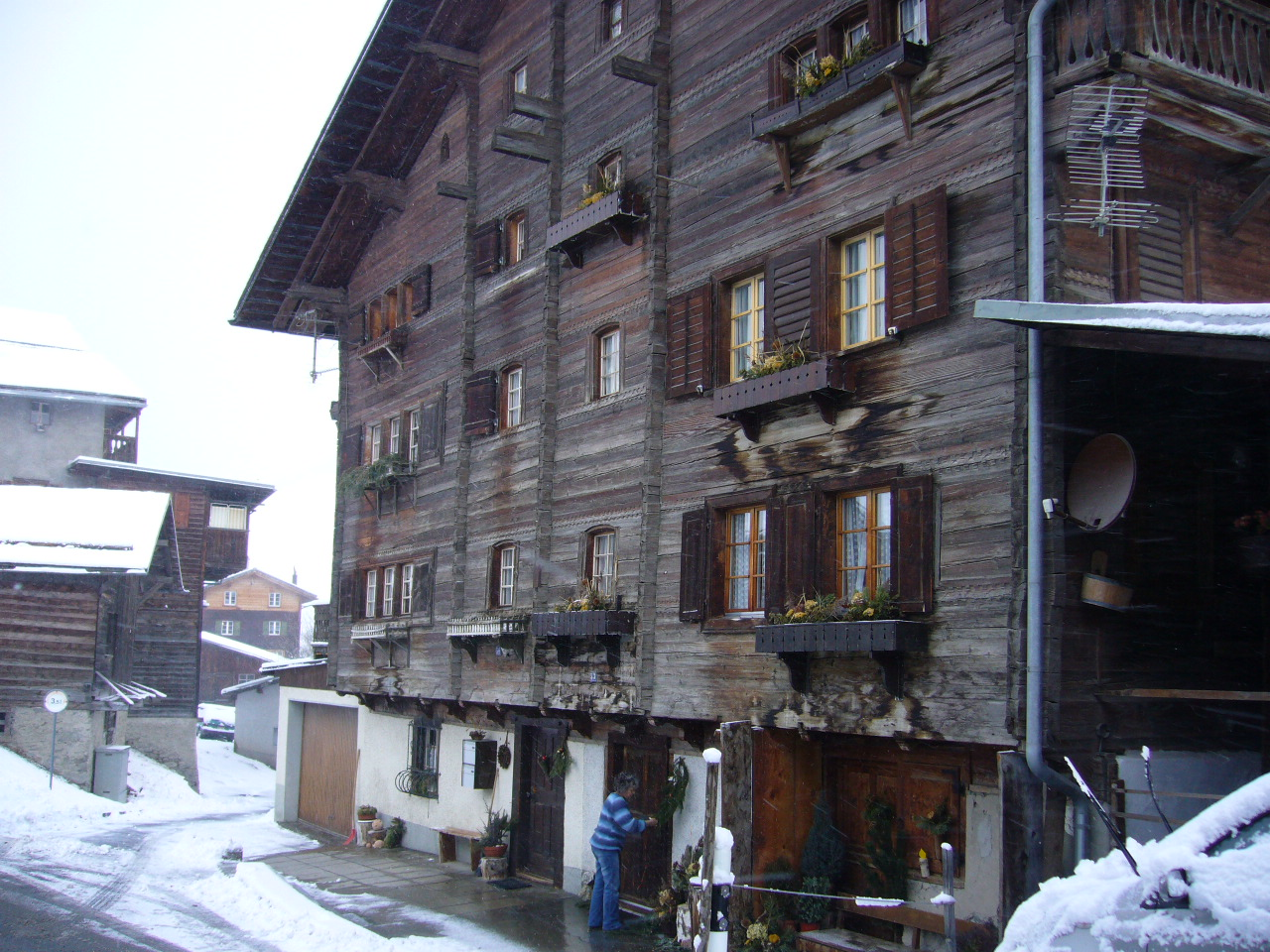
Casa típica

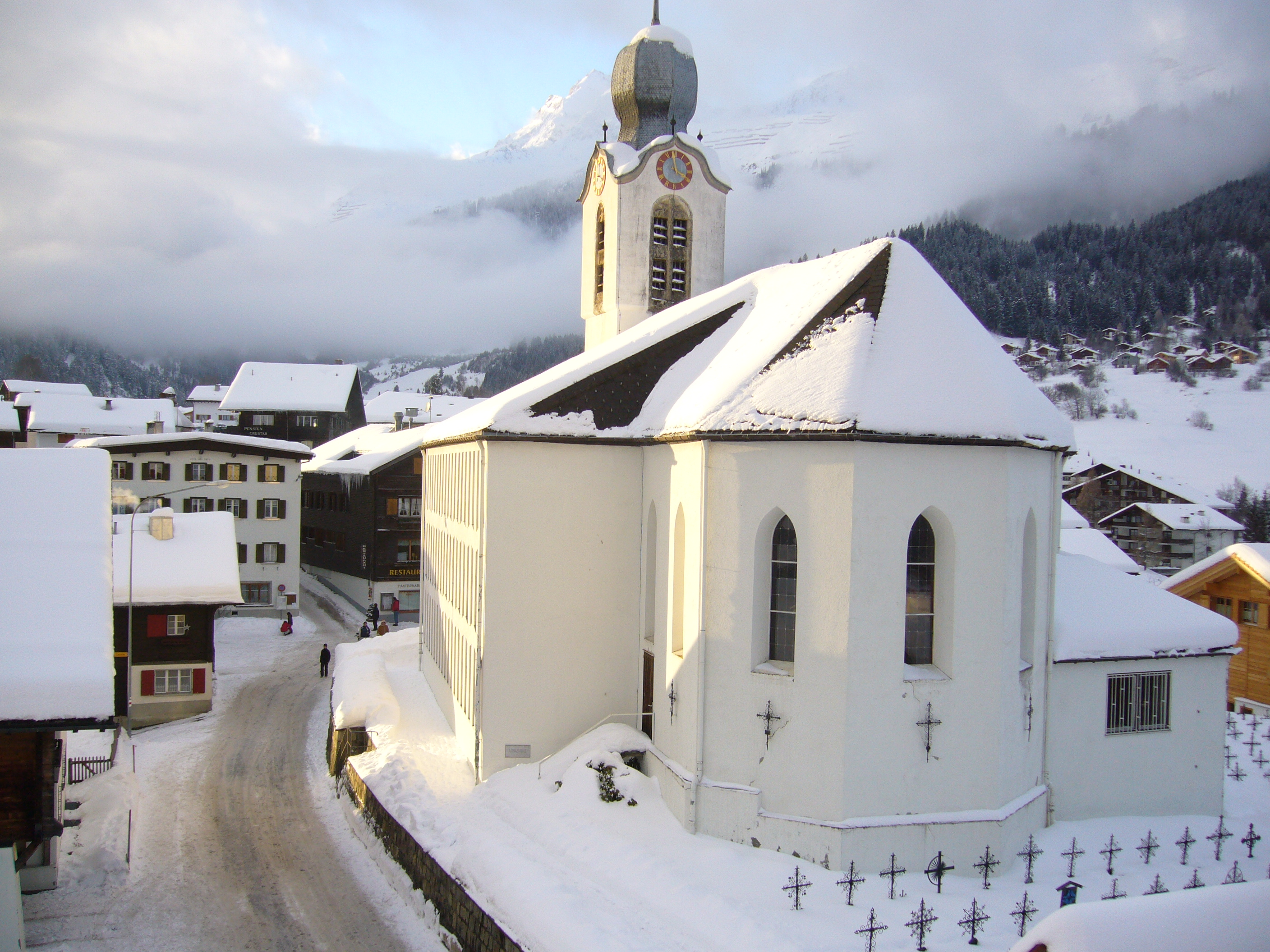
Igreja de Breil/Brigels

Embora a área tenha sido colonizada no final da era romana ou no início da Idade Média, Breil/Brigels é mencionado pela primeira vez em 765 como em Bregelo, quando o bispo de Chur concedeu uma fazenda em Breil/Brigels à Abadia de Disentis. Pouco depois, a Abadia estabeleceu uma igreja e uma fortificação na colina de Santo Eusébio, perto da aldeia. A igreja da vila de S. Maria e a capela de S. Sievi (Chaplutta Son Sievi) passaram para o controle da Abadia em 1185 por ordem do Papa. Novos imigrantes, conhecidos como Freie von Laax, mudaram-se para a vila durante a idade média que enfraqueceu o poder da Abadia. No início do século XIV, o abade pró-Habsburgo Hugo III de Werdenberg marchou para o vale para restabelecer sua autoridade, mas foi forçado a sair em 1327. Após um incêndio que destruiu grande parte da abadia em 1387, o abade Johannes de Ilanz vendeu seu pastagens alpinas em Breil/Brigels para pagar a reconstrução. Em 1491, o povoado de igreja de S. Maria foi elevado a igreja paroquial . Então, em 1496, a igreja da abadia e o forte na colina de St. Eusébio foram totalmente destruídos pelo fogo e não foram reconstruídos. Durante a praga de 1550 a vila teve 316 mortes. Seis anos depois a peste voltou a atacar, matando 180 e em 1631 uma terceira praga matou 130. Em 1738, a vila ficou livre da obrigação de fornecer dízimos para a igreja.